# Richtlinie 92/85/EWG (Mutterschutzrichtlinie)
Die Richtlinie 92/85/EWG legt einheitliche Mindeststandards für den Gesundheitsschutz und die Verbesserung der Sicherheit von schwangeren Arbeitnehmerinnen, Wöchnerinnen und stillenden Arbeitnehmerinnen fest. Sie betrifft ferner den Mutterschaftsurlaub und Diskriminierung am Arbeitsplatz.
Die Richtlinie ist die zehnte Einzelrichtlinie im Sinne des Artikels 16 Absatz 1 der Arbeitsschutz-Rahmenrichtlinie 89/391/EWG.

## Struktur und Inhalt der Richtlinie
Abschnitt I Ziel und Definitionen
Artikel 1 legt die Zielsetzung der Richtlinie fest und Artikel 2 enthält eine Definition der Begriffe „schwangere Arbeitnehmerin“, „Wöchnerin“ und „stillende Arbeitnehmerin“ im Sinne dieser Richtlinie.
Abschnitt II Allgemeine Bestimmungen
Artikel 3 zeigt Leitlinien auf, in Artikeln 4 bis 7 sind Maßnahmen zur Beurteilung und Verringerung der Gefährdung festgelegt, insbesondere in Artikel 7 ein Verbot der Nachtarbeit.
Artikel 8 setzt Mindeststandards für den Mutterschaftsurlaub: es müssen mindestens 14 Wochen ohne Unterbrechung gewährt werden und einen obligatorischen Anteil von zwei Wochen umfassen; die Gesamtzahl und der obligatorische Anteil der Wochen sollen sich dabei „entsprechend den einzelstaatlichen Rechtsvorschriften und/oder Gepflogenheiten auf die Zeit vor und/oder nach der Entbindung aufteilen“. Artikel 9 gewährt Arbeitnehmerinnen einen Anspruch auf Arbeitsfreistellung für Vorsorgeuntersuchungen während der Schwangerschaft und bestimmt, dass sich daraus keine Lohn- oder Gehaltseinbußen ergeben dürfen, wenn die Untersuchungen während der Arbeitszeit stattfinden müssen. Artikel 10 legt ein Kündigungsverbot während der Zeit vom Beginn der Schwangerschaft bis zum Ende des Mutterschaftsurlaubs fest.
Artikel 11 bis 15 betreffen unter anderem die Rechtswirkung der Richtlinie.
Anhänge
Anhänge I und II enthalten Listen der Agenzien, Verfahren und Arbeitsbedingungen mit Bezug auf die vorangestellten Artikel. Es handelt sich hierbei um „nicht erschöpfende“ Listen; sie beschränken daher nicht die Anwendbarkeit der Artikel der Richtlinie.

## Vorschlag zur Reform der Richtlinie
Die Europäische Kommission schlug am 3. Oktober 2008 vor, die Richtlinie zu ändern. Dieser Vorschlag wurde im Mitentscheidungsverfahren vom Europäischen Parlament und den Mitgliedstaaten im Rat erörtert.
Europäische Richtlinien sind an die Mitgliedsstaaten gerichtet, die nach dem Erlass in der Regel noch zwei Jahre Zeit haben, die Richtlinie in nationales Recht umzusetzen. Erst wenn eine Richtlinie nach Ablauf der Frist nicht oder nicht richtig umgesetzt worden ist, kann die Richtlinie u. U. in Arbeitsverhältnissen des öffentlichen Dienstes direkt wirken (siehe hierzu auch die entsprechende Betrachtung zur Elternzeitrichtlinie). Gegenüber privaten Arbeitgebern wirkt die Richtlinie dann in der Weise, dass das nationale Recht richtlinienkonform auszulegen ist.

### Der Vorschlag im Einzelnen
Der Reformvorschlag sah folgende Änderungen vor:
- Es sollten nach wie vor Mindestbedingungen im Hinblick auf den Gesundheitsschutz und die soziale Sicherheit der Arbeitnehmerinnen gewährleisten werden, darüber hinaus soll durch die Reform aber nunmehr ausdrücklich auch die Gleichbehandlung von Frauen und Männern gefördert werden.
- Die Dauer des Mutterschaftsurlaubs sollte auf 18 Wochen verlängert werden, von denen sechs Wochen nach der Entbindung genommen werden müssen. Über die zeitliche Lage der übrigen 12 Urlaubswochen sollen die Frauen frei entscheiden dürfen, sie wären also nicht mehr gezwungen, einen bestimmten Teil davon vor der Entbindung zu nehmen.
- Während des Mutterschaftsurlaubs sollten 100 % des Arbeitsentgelts fortgezahlt werden, eine Beschränkung auf die Höhe des Krankengelds soll aber möglich sein.
- Der Kündigungsschutz sollte dahingehend erweitert werden, dass es während des Mutterschaftsurlaubs auch verboten sein soll, eine Kündigung für die Zeit nach dem Mutterschutz vorzubereiten. Mütter, die binnen sechs Monaten ab dem Ende des Mutterschaftsurlaubs gekündigt werden, sollten eine schriftliche Darlegung der Kündigungsgründe verlangen können.
- Nach dem Mutterschaftsurlaub sollte die Arbeitnehmerin berechtigt sein, an denselben oder an einen gleichwertigen Arbeitsplatz unter Bedingungen zurückzukehren, die nicht ungünstiger sind, sowie Anspruch auf jegliche Verbesserung der Arbeitsbedingungen haben, die während ihrer Abwesenheit eingeführt wurde und auf die sie Anspruch gehabt hätte, wäre sie anwesend gewesen.
- Schließlich sollten die Frauen das Recht erhalten, nach Ende des Mutterschaftsurlaubs den Arbeitgeber um flexiblere Arbeitszeitgestaltung zu ersuchen; allerdings soll der Arbeitgeber das Recht haben, das Ersuchen abzulehnen.
- Für den Fall, dass eine Frau Tatsachen glaubhaft machen kann, die vermuten lassen, dass sie durch Maßnahmen des Arbeitgebers im Zusammenhang mit ihrer Schwangerschaft und Mutterschaft unmittelbar oder mittelbar diskriminiert wurde, sollte der Arbeitgeber beweisen müssen, dass er den Gleichbehandlungsgrundsatz nicht verletzt hat (Beweislastumkehr). Ein aus einer Diskriminierung folgender Schadensersatzanspruch sollte in seiner Höhe nicht beschränkt werden dürfen.

### Position des Rats
Seitens des Rats zeichnete sich Anfang 2009 eine Mehrheit für die Verlängerung des Mutterschaftsurlaubs ab. Teilweise wurde aber darauf hingewiesen, dass auch die Väter eine wichtige Rolle im Familienleben spielten und es deshalb nicht wünschenswert sei, die Verlängerung des Urlaubs nur den Müttern zu gewähren. Bedenken wurden hinsichtlich der vorgesehenen Möglichkeit geäußert, den Urlaub zeitlich flexibler zu gestalten. Es wurde befürchtet, dass sich die geplanten Maßnahmen letztlich nachteilig auf die Situation von Frauen auf dem Arbeitsmarkt auswirken könnten. Diskutiert wurde zudem, ob sich Gesundheitsschutz, soziale Sicherung und eine verbesserte Vereinbarkeit von Berufs-, Privat und Familienleben in einer einzigen Richtlinie erreichen lassen.

### Stellungnahme des Deutschen Bundesrats
Bedenken äußerte auch der Deutsche Bundestag, der vor allem Regelungen auf europäischer Ebene nicht für notwendig hielt und die Arbeitgeber durch die vorgeschlagenen Änderungen zu stark beeinträchtigt sah.

### Weitere Entwicklungen
Nachdem der Versuch einer Änderung der Mutterschutzrichtlinie gescheitert war, gab die EU-Kommission ihre Absicht bekannt, beiden Eltern einen Anspruch auf jeweils mindestens vier Monate Elternzeit zu verschaffen. Eltern sollen die Elternzeit bis zum zwölften Lebensjahr des Kindes in Anspruch nehmen können.